# 粟国村

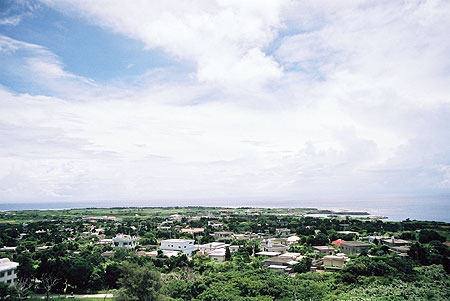
粟国の街並み

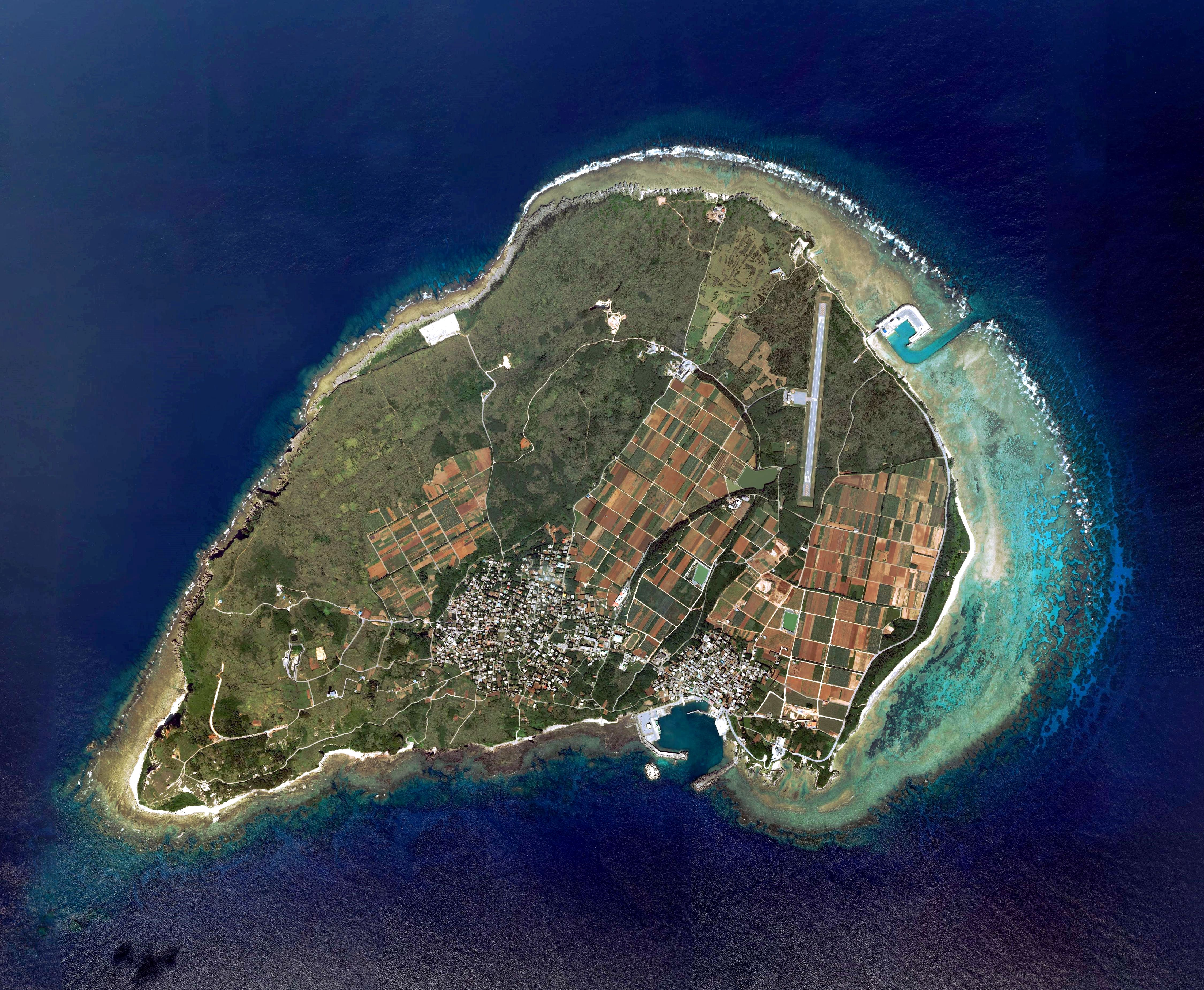
粟国島

粟国村（あぐにそん）は、沖縄県島尻郡の村の一つ。

## 地理
那覇市の北西約60kmにある粟国島一島からなり、同島の全域を行政区域とする。

### 地域
以下の字がある。
- 西
- 浜
- 東

元々字は編成されておらず、上記3行政区にわかれていたが、第二次世界大戦後にそれらがそのまま字になった。

## 歴史
- 1879年（明治12年） - 琉球処分により久米島代官の所轄となる。
- 1882年（明治15年） - 那覇所轄となる。
- 1908年（明治41年）4月1日 - 島嶼町村制施行により、粟国村として村制施行。
- 1945年（昭和20年） - アメリカの統治下に入る。
- 1972年（昭和47年）5月15日 - 本土復帰。

## 行政
- 村長：新城静喜（2008年8月1日就任、3期目）

2008年に行われた村長選挙で、当時現職の上江洲誠吉を破り初当選した。2012年に再選。
- 村議会：定数7人（任期は2022年9月27日まで）

## 教育
- 粟国村立粟国幼小中学校（幼稚園・小学校・中学校併設）

## 通信
- 粟国郵便局（日本郵便）

## 交通

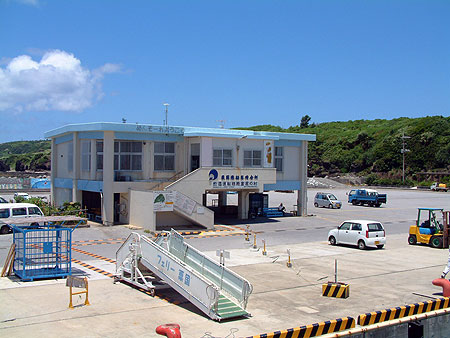
粟国港旅客ターミナル

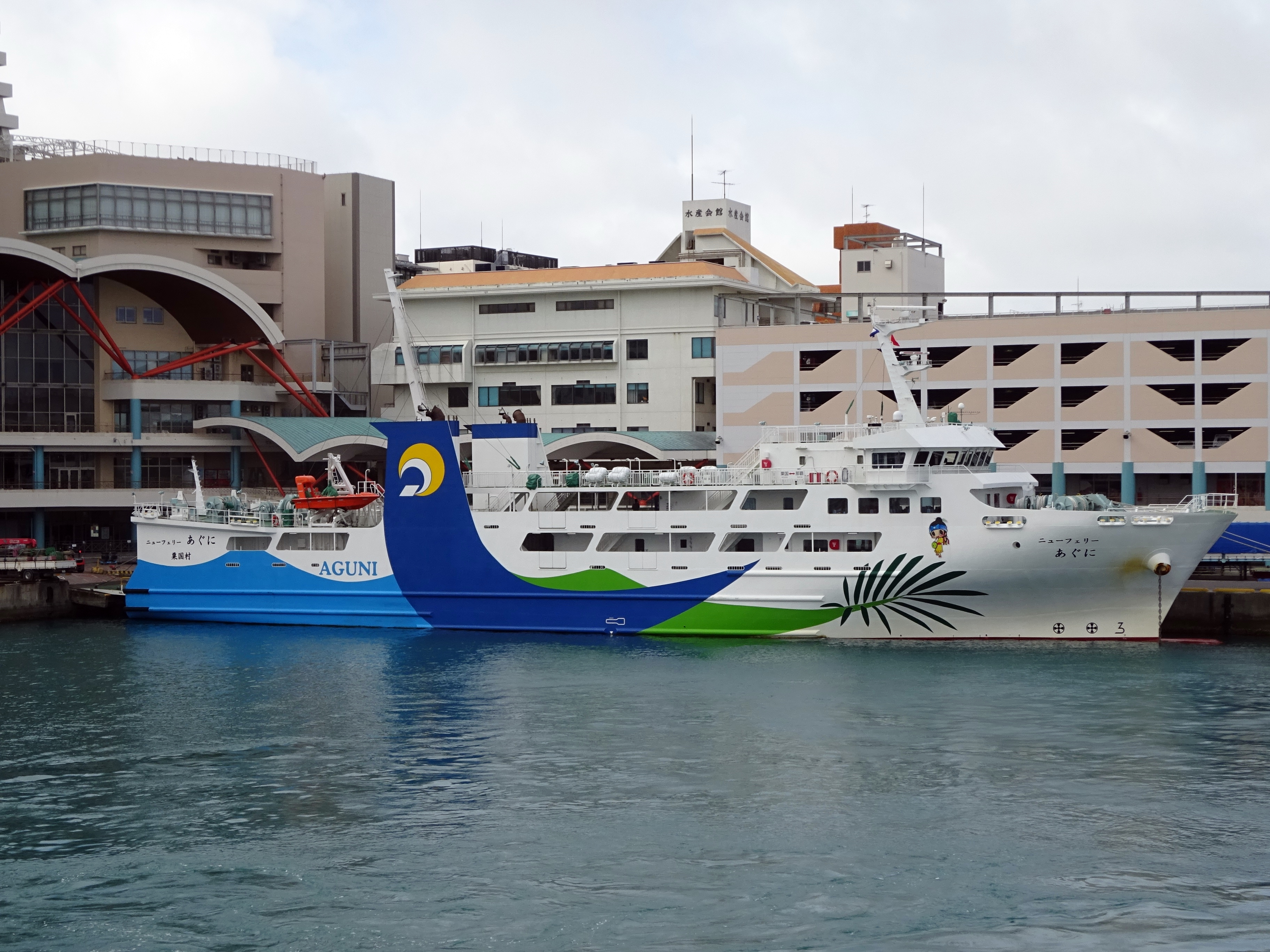
ニューフェリーあぐに（泊ふ頭）

### 公共交通
村外（島外）と村を結ぶ公共交通
- 粟国港 - 那覇港 村営のフェリー粟国が1日1往復。
- 粟国空港 - 那覇空港便 週数往復

村内（島内）の公共交通は、村営コミュニティバス「アニー号」と、村営デマンド型乗合タクシー「りかりか号」。
- コミュニティーバス「アニー号」

### 道路
- 沖縄県道185号粟国港線
- 粟国一周線（村道）

国道・主要地方道はない。

## ギャラリー

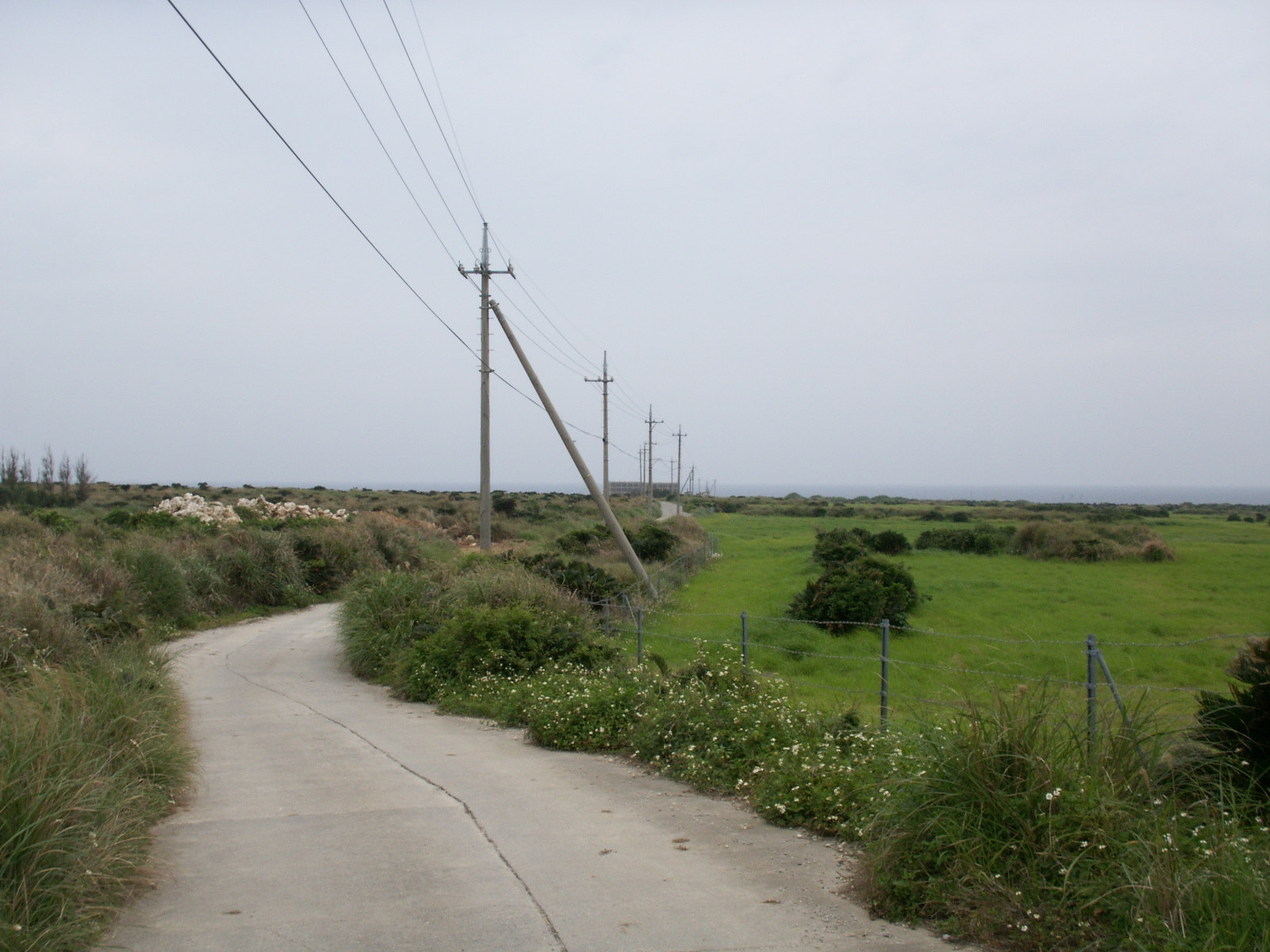
牧草地が広がる粟国島内
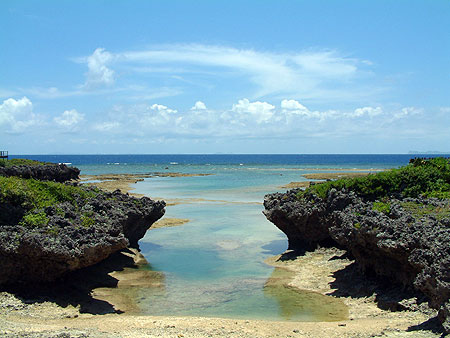
粟国村西の浜

## 人口
| |                                        |  |
| 粟国村と全国の年齢別人口分布（2005年） | 粟国村の年齢・男女別人口分布（2005年） |  |
| ■紫色 ― 粟国村 ■緑色 ― 日本全国 | ■青色 ― 男性 ■赤色 ― 女性              |  |
| 粟国村（に相当する地域）の人口の推移 \| 1970年（昭和45年） \| 1,522人 \| \| \| 1975年（昭和50年） \| 1,280人 \| \| \| 1980年（昭和55年） \| 1,086人 \| \| \| 1985年（昭和60年） \| 930人 \| \| \| 1990年（平成2年） \| 930人 \| \| \| 1995年（平成7年） \| 968人 \| \| \| 2000年（平成12年） \| 960人 \| \| \| 2005年（平成17年） \| 936人 \| \| \| 2010年（平成22年） \| 863人 \| \| \| 2015年（平成27年） \| 759人 \| \| \| 2020年（令和2年） \| 683人 \| \| |                                        |  |
| 総務省統計局 国勢調査より |                                        |  |
| 1970年（昭和45年） | 1,522人                                |  |
| 1975年（昭和50年） | 1,280人                                |  |
| 1980年（昭和55年） | 1,086人                                |  |
| 1985年（昭和60年） | 930人                                  |  |
| 1990年（平成2年） | 930人                                  |  |
| 1995年（平成7年） | 968人                                  |  |
| 2000年（平成12年） | 960人                                  |  |
| 2005年（平成17年） | 936人                                  |  |
| 2010年（平成22年） | 863人                                  |  |
| 2015年（平成27年） | 759人                                  |  |
| 2020年（令和2年） | 683人                                  |  |